# Dax McCarty
Michael Dax McCarty (30 de abril de 1987) é um futebolista profissional estadunidense que atua como meia.

## Carreira
Dax McCarty representou a Seleção Estadunidense de Futebol nas Olimpíadas de 2008.

## Títulos
Seleção Estadunidense
- Copa Ouro da CONCACAF de 2017